# Домброва-Каскі
Домброва-Каскі (пол. Dąbrowa-Kaski) — село в Польщі, у гміні Шепетово Високомазовецького повіту Підляського воєводства.
Населення — 84 особи (2011).
У 1975-1998 роках село належало до Ломжинського воєводства.

## Демографія
Демографічна структура станом на 31 березня 2011 року:
|          | Загалом | Допрацездатний вік | Працездатний вік | Постпрацездатний вік |
| -------- | ------- | ------------------ | ---------------- | -------------------- |
| Чоловіки | 40      | 10                 | 22               | 8                    |
| Жінки    | 44      | 8                  | 22               | 14                   |
| Разом    | 84      | 18                 | 44               | 22                   |